# Voulez-Vous (album)
Voulez-Vous is het zesde album van de Zweedse band ABBA. Het album bevat een aantal disco nummers, waaronder Voulez-Vous en het minder bekende Kisses of fire. Alle nummers zijn geschreven door Benny en Björn.

## Nummers
A
1. As good as new (3:22) Agnetha
2. Voulez-Vous (5:11) Agnetha en Frida
3. I have a dream (4:44) (Frida)
4. Angeleyes (4:20) Frida en Agnetha
5. The king has lost his crown (3:30) Frida

B
1. Does your mother know (3:13) Björn
2. If it was wasn't for the nights (5:13) Agnetha en Frida
3. Chiquitita (5:26) (Agnetha)
4. Lovers (live a little longer) (3:28) Frida
5. Kisses of fire (3:16) ABBA/Agnetha

## Hits
- Voulez-Vous
- I have a dream
- Chiquitita
- Does your mother know